# Molophilus (Molophilus) lerionis
Molophilus (Molophilus) lerionis is een tweevleugelige uit de familie steltmuggen (Limoniidae). De soort komt voor in het Neotropisch gebied.